# 石川県道240号金丸金丸停車場線
石川県道240号金丸金丸停車場線（いしかわけんどう240ごう かねまるかねまるていしゃじょうせん）は、石川県鹿島郡中能登町内を通る一般県道（石川県道）である。

## 概要
- 起点：石川県鹿島郡中能登町金丸又カ部[1]32番地先（＝石川県道2号七尾羽咋線交点）
- 終点：石川県鹿島郡中能登町金丸又レ部[1]48番地先（＝JR七尾線金丸駅）

中能登町の西端部である中能登町金丸（旧鹿島郡鹿西町）の金丸駅と、同町内を縦貫する石川県道2号七尾羽咋線（通称・西往来、以下同じ）とを結ぶ。

## 現況
車道の幅員は全区間1車線程度で、区間内に待避所などのスペースが全く設置されていないため、行き違いが困難な狭隘道路である。金丸駅周辺には当県道と同様の狭隘な町道があり、当県道と同様、普通自動車の通行は困難である。全区間、アスファルトで舗装され、また地下水を水源とする消雪パイプが設置されているものの、規格改良率は0％である。実延長が0.101km（＝101m）と短く、またほぼ直線状に整備されているため、悪天候でない限りは、起終点双方から全区間を見通すことができる。歩道は全く設置されていない。
西往来と金丸駅との往来には、当県道よりも金丸駅の西にある町営金丸住宅の東端から出入りできる町道の方が幅員が広く、同区間を容易に往来可能である。これを裏付けるかのように、当県道と交差する起点の金丸駅口交差点には金丸駅を標す案内標識類は全く無く、先述の町道との交差点には金丸駅を標す看板が立てられている。それでも、羽咋方面からの金丸駅口交差点には、当県道へ右折できるよう、交差点に右折レーンが設置されており、金丸駅方面からは金丸駅口交差点に向かって、左右に交差する道路が西往来の県道番号である2号を標す都道府県道番号（一般都道府県道）の案内標識（118の2-C）が立てられている。
沿道には県道番号標識や管理者である石川県関係の標示物（デリニエーターなど）は全く設置されていない。また先述のとおり、西往来など、当県道と接続する道路にも案内標識が全く設置されていないため、縮尺の小さい道路地図や住宅地図、あるいは石川県発行の県道関係資料などで意識しない限りは、他の町道と見分けがつきにくい。

## 歴史
- 1960年（昭和35年）10月15日：路線認定。

## 接続道路
- 石川県道2号七尾羽咋線（鹿島郡中能登町金丸・金丸駅口交差点：起点）

## 通過する自治体
- 石川県
  - 鹿島郡中能登町

## バス路線
当県道を経由する路線は存在しない。金丸駅前にある金丸駅バス停からは中能登町コミュニティバス「まほろば号」は、前述の町道を経由している。またJR七尾線が不通となり、列車代行バスを運行する際は、金丸駅バス停には停車せず、西往来沿いの金丸郵便局前のバス停（「まほろば号」の金丸郵便局バス停）に停車する。

## 周辺
- 眉丈山
- 邑知潟
- JR七尾線 金丸駅
- 金丸郵便局